# John Davis (filmproducent)
John Davis, född 20 juli 1954 i Denver, Colorado, är en amerikansk filmproducent. Grundare av Davis Entertainment. Son till Barbara Davis och Marvin Davis.

## Karriär
John Davis har i egenskap av ordförande för Davis Entertaimnent producerat över 90 filmer som tillsammans spelat in över 4,8 miljarder dollar.

## Filmografi (urval)
- 1987 – Rovdjuret
- 1990 – Rovdjuret 2
- 1991 – Dödligt spel
- 1992 – Fortress
- 1993 – Mörka vatten (TV-film)
- 1993 – Firman
- 1993 – Griniga gamla gubbar
- 1994 – Richie Rich
- 1995 – Waterworld
- 1995 – Gamla gubbar – nu ännu grinigare
- 1996 – I sanningens namn
- 1996 – The Chamber
- 1996 – Daylight
- 1998 – Dr. Dolittle
- 2001 – Heartbreakers
- 2001 – Dr. Dolittle 2
- 2001 – Behind Enemy Lines
- 2002 – Life or Something Like It
- 2003 – Dagispapporna
- 2003 – Paycheck
- 2004 – Gustaf
- 2004 – I, Robot
- 2004 – AVP: Alien vs. Predator
- 2004 – Flight of the Phoenix
- 2006 – Gustaf 2
- 2006 – Eragon
- 2007 – Norbit
- 2007 – The Heartbreak Kid
- 2007 – Aliens vs. Predator 2
- 2010 – Marmaduke
- 2010 – Gullivers resor
- 2011 – Poppers pingviner
- 2012 – Chronicle